# Alectra ledermannii
Alectra ledermannii är en snyltrotsväxtart som beskrevs av Adolf Engler. Alectra ledermannii ingår i släktet Alectra och familjen snyltrotsväxter. Inga underarter finns listade i Catalogue of Life.